# Други италијанско-етиопски рат
Други Италијанско-етиопски рат је трајао седам месеци од 1935. до 1936. Рат је данас виђен као предигра за Други светски рат и демонстрација за неефикасност Лиге народа.

## Позадина
Крајем 19. века Етиопију је окружило јато колонистичких грабљивица. Једна велика италијанска армија упала је из Еритреје у ову земљу 1895. године. У бици код Адуа, вођеној 1896. године, браниоци су до ногу потукли нападаче и принудили их да се повуку. Много година касније, италијански премијер Орландо понудио је 1919. године британском премијеру Лојд-Џорџу да њихове земље поделе територију ове државе. Енглезима се то није допало јер су сматрали да су у стању да сами приграбе целу територију Етиопије. Етиопија је била економски сиромашна држава, али веома богата разним сировинама и рудама. Око ње су се стално водили економски ратови између најразвијенијих држава. Италија је потписала неколико трговинских уговора чиме је постала највећи трговински партнер Етиопији. Међутим, почетком тридесетих година дошло је до пораста извоза јапанских производа у ову земљу. То је, разуме се, веома наљутило Мусолинија јер је он ову земљу сматрао својом сфером утицаја. Италија је у јесен 1933. почела да се припрема за освајање Етиопије.
Почетком 1934. године у Рим је позван Виторијо Руђеро, командант италијанског Краљевског корпуса у Еритреји који је истовремено био и војни аташе у Адис Абеби. Руђеру је било наложено да приступи спровођењу програма политичке и подривачке активности у Етиопији. На сигнал из Рима требало је да пронађе повод за отпочињање оружаних акција. У склопу тог плана Мусолини је у пролеће 1934. лансирао паролу о “обавези Италије да уведе Африку у породицу цивилизованог света”. Мусолини је сазвао састанак на коме је прихваћен план за рат против Етиопије.

## Рат
Италијанске трупе стациониране у Сомалији, изненада су напале 5. децембра 1934. године један етиопски погранични одред. Почев од тада па надаље, почела је цела серија оружаних провокација у којима су падале жртве на обе стране.
Упркос многим жалбама Етиопије, Лига народа није предузимала никакве конкретне мере да би се осујетила предстојећа италијанска инвазија. 3. јула 1935. етиопска влада се обратила влади САД са молбом да ова допринесе спречавању конфрликта. Влада САД је одбила етиопску молбу. Када је италијанска агресија представљала само питање дана, конгрес САД је 31. августа 1935. усвојио закон о неутралности. Енглеско министарство иностраних послова такође је испољило попустљив став према Мусолинију, под условом да Италија не дира британске интересе на језеру Тан и Плавом Нилу. Француска је на рачун Етиопије настојала да учврсти своје односе са Италијом, како би спречила савез између Берлина и Рима.
Италијанске оружане снаге су без објаве рата продрле из Еритреје на територију Етиопије 3. октобра 1935. године. Њиховим трупама командовао је остарели генерал де Боно и маршал Бадољо. За агресију против Етиопије, чији су ратници добрим делом користили копља и стреле, Рим је ангажовао преко 400.000 војника, 76 ратних бродова, тенкове, авијацију и топове. Упркос огромној надмоћи, италијанске трупе су се са муком пробијале кроз етиопску територију. Наравно снаге су биле неравноправне и Етиопија је морала да поклекне.
Друштво народа се показало беспомоћним у спречавању италијанске инвазије, јер се француски представник заложио “за тражење мирољубивог решења спора”. Од великих сила једино је СССР затражио пружање подршке Етиопији и увођење санкција агресору, тј. забрану испоруке нафте и бензина. То је уплашило Италију која се обратила Француској да се овај захтев Совјетског Савеза не усвоји у Друштву народа. Француска је закључила да може доста да ућари на несрећи етиопског народа, па је на брзину скован тајни уговор о “мирољубивом регулисању” проблема на рогу Африке. У плану је стајало да око половине ове афричке државе треба да се “уступи” Италији. Односно Италија би без борбе добила провинције Огаден и Тигар, као и област Данакил. За узврат Етиопија би добила узак коридор и излазак на море. Етиопија је одбила овај предлог, а ни Мусолини није био задовољан. Италијански легионари су наставили са ратом у Етиопији. 9. маја 1936. године, Мусолини је саопштио да је Етиопија коначно освојена, иако су у том тренутку његове трупе држале само једну трећину земље. Под влашћу Италије, рог Африке је остао све до 1941. године, када су одавде италијанске легионаре потиснуле британске снаге.